# (73044) 2002 EG99
(73044) 2002 EG99 – planetoida z pasa głównego asteroid okrążająca Słońce w ciągu 3,65 lat w średniej odległości 2,37 j.a. Odkryta 15 marca 2002 roku.